# Philippe Fenech
Pour les articles homonymes, voir Fenech.
Philippe Fenech, né le 1er avril 1976 à Montpellier, est un dessinateur de bande dessinée français.

## Œuvre

### Albums
- Idéfix et les Irréductibles'

1. Pas de quartier pour le Latin, 2021 (scénario de Erbin, Jérôme Choquet, Matthieu Coulon, Yves Erbin )

- Mes cop's, scénario de Christophe Cazenove, dessins de Philippe Fenech, Bamboo édition

1. Des copines à l'appel, 2013  (ISBN 978-2-8189-2463-1)
2. C'est qui la best ?, 2014  (ISBN 978-2818930878)
3. Cop's Modèles,2014  (ISBN 978-2-81893-171-4)
4. Photocop's, 2015  (ISBN 978-2-81893-402-9)
5. Les cop's partent en live, 2015
6. Plus cop's que nature, 2016
7. L'enfer des devoirs, 2016
8. Piste and love, 2017
9. Beast friends forever, 2017
10. Cop'cake party, 2018
11. Cop' of tea, 2019
12. Ma première cop' du monde, 2020

- Ulysse !, scénario de Philippe Fenech, Ludovic Danjou et Mady, dessins de Philippe Fenech, Vents d'Ouest, collection Humour

1. La Carte de Kyrozas, 2011  (ISBN 978-2-74930-617-9)
2. Il faut sauver la Pythie Salpetria, 2013  (ISBN 978-2-74930-694-0)

- Un héros presque parfait, scénario de Ludovic Danjou et Mady, dessins de Philippe Fenech, Vents d'Ouest

1. Leçon no 1 : ne coupez pas la poire en deux !, 2011  (ISBN 978-2-7493-0584-4)
2. Leçon no 2 : La pieuvre par trois, faire vous devez !, 2012  (ISBN 978-2-7493-0640-7)

- Anatole et compagnie, scénario de Nicolas Mitric, dessins de Philippe Fenech, Soleil Productions, collection Start

1. Le bon, la bande… et le tyran, 2005  (ISBN 2-84565-953-9)

- L'Empire des Mecchas, scénario de Téhy, dessins de Philippe Fenech et Téhy, Soleil Productions

1. Elijah L-yys, roi des immortels, 2007  (ISBN 978-2-84946-856-2)

- Léo - Passion Rugby, scénario de Loïc Nicoloff, dessins de Philippe Fenech, Soleil Productions, collection Cube (Tome 1)

1. Premier essai, 2007  (ISBN 978-2-84946-948-4)
2. Tactiques à l'essai, 2008  (ISBN 978-2-30200-204-3)
3. Essais glacés, 2009  (ISBN 978-2-30200-738-3)

- Tuff et Koala, scénario de Curd Ridel, dessins de Philippe Fenech, Soleil Productions, collection Soleil Mini Kids

1. Le Secret de la vallée maudite, 2004  (ISBN 2-84565-737-4)
2. La Maxi-trouille d'Halloween, 2004  (ISBN 2-84565-878-8)
3. La Savate de Malempire, 2006  (ISBN 2-84946-489-9)

- Les véritables légendes urbaines, Dargaud, collection 16+

3. Tome 3, scénario de Rémi Guérin et Éric Corbeyran, dessins de Didier Tarquin, Olivier Berlion, Renaud Garreta, Philippe Fenech et Stéphane Bileau, 2009  (ISBN 978-2-205-06283-0)